# 소토코바 요시로
소토코바 요시로(일본어: 外木場 義郎 そとこば よしろう[*], 1945년 6월 1일 ~ )는 일본의 전 프로 야구 선수이자 야구 지도자, 야구 해설가·평론가이다.
1948년부터 1949년까지 프랜차이즈 제도 시범 도입 뒤 1952년부터 프랜차이즈 제도가 본격적으로 시행된 양대 리그제 이후의 프로 야구에서 통산 세 차례의 노히트 노런(퍼펙트 게임 1경기를 포함)을 달성한 유일한 투수로도 알려져 있다.

## 상세 정보

### 출신 학교
- 가고시마 현립 이즈미 고등학교

### 선수 경력
사회인 시대
- 덴덴 규슈

프로팀 경력
- 히로시마 카프·히로시마 도요 카프(1965년 ~ 1979년)

### 지도자·기타 경력
- 히로시마 도요 카프 2군 투수 코치(1980년 ~ 1990년, 1996년 ~ 1999년)
- 오릭스 블루웨이브 2군 투수 코치(1991년 ~ 1993년)
- 카프 아카데미 코치(1994년 ~ 1995년)
- 주고쿠 방송 해설자(2000년 ~ 2005년)

### 수상·타이틀 경력

#### 타이틀
- 최우수 평균 자책점 : 1회(1968년)
- 다승왕 : 1회(1975년)(19선발승)
- 최다 탈삼진(당시는 타이틀이 아님) : 1회(1975년) ※센트럴 리그에서는 1991년부터 타이틀로 제정됨

#### 수상
- 최우수 투수 : 1회(1975년)
- 베스트 나인 : 1회(1975년)
- 사와무라 에이지상 : 1회(1975년)
- 일본 시리즈 우수 선수상 : 1회(1975년)
- 월간 MVP : 1회(1975년 5월)
- 일본 야구 명예의 전당 헌액자(2013년)

### 개인 기록

#### 첫 기록
- 첫 등판 : 1965년 4월 21일, 대 요미우리 자이언츠 2차전(히로시마 시민 구장), 9회초에 5번째 투수로서 구원 등판·마무리, 1이닝 무실점
- 첫 탈삼진 : 1965년 9월 5일, 대 요미우리 자이언츠 21차전(히로시마 시민 구장), 8회초에 스도 유타카로부터
- 첫 선발 : 1965년 9월 23일, 대 산케이 스왈로스 26차전(히로시마 시민 구장), 2와 2/3이닝 무실점
- 첫 승리·첫 완투 승리·첫 완봉 승리 : 1965년 10월 2일, 대 한신 타이거스 20차전(한신 고시엔 구장) ※노히트 노런 달성
- 첫 세이브 : 1974년 6월 12일, 대 한신 타이거스 10차전(한신 고시엔 구장), 9회말에 2번째 투수로서 구원 등판·마무리, 1이닝 무실점

#### 기록 달성 경력
- 통산 1000탈삼진 : 1972년 8월 14일, 대 다이요 웨일스 19차전(히로시마 시민 구장), 4회초에 존 시핀으로부터 ※역대 44번째
- 통산 100승 : 1975년 4월 5일, 대 야쿠르트 스왈로스 1차전(메이지 진구 야구장), 9이닝 1실점 완투 승리 ※역대 63번째
- 통산 100선발승 : 1975년 7월 29일, 대 요미우리 자이언츠 15차전(히로시마 시민 구장), 7이닝 5자책 선발 승리
- 통산 1500탈삼진 : 1975년 8월 8일, 대 한신 타이거스 16차전(니시쿄고쿠 구장), 5회말에 토오이 고로로부터 ※역대 21번째

#### 기타
- 올스타전 출장 : 6회(1968년 ~ 1970년, 1972년, 1974년 ~ 1975년)
- 노히트 노런 : 3회 ※역대 33번째(3차례 달성은 역대 2번째)
  - 1965년 10월 2일, 대 한신 타이거스 20차전(한신 고시엔 구장) ※역대 41번째
  - 1968년 9월 14일, 대 다이요 웨일스 18차전(히로시마 시민 구장) ※역대 49번째(역대 10번째에서의 퍼펙트 게임)
  - 1972년 4월 29일, 대 요미우리 자이언츠 2차전(히로시마 시민 구장) ※역대 57번째

### 등번호
- 14(1965년 ~ 1979년)
- 73(1980년 ~ 1993년)
- 80(1996년 ~ 1999년)

### 연도별 투수 성적
| 연 도       | 소 속       | 등 판 | 선 발 | 완 투 | 완 봉 | 무 4 구 | 승 리 | 패 전 | 세 이 브 | 홀 드 | 승 률 | 타 자 | 이 닝  | 피 안 타 | 피 홈 런 | 볼 넷 | 고 4 | 몸 맞 | 탈 삼 진 | 폭 투 | 보 크 | 실 점 | 자 책 점 | 평 자 책 | W H I P |
| ----------- | ----------- | ----- | ----- | ----- | ----- | ------- | ----- | ----- | -------- | ----- | ----- | ----- | ------ | -------- | -------- | ----- | ---- | ----- | -------- | ----- | ----- | ----- | -------- | -------- | ------- |
| 1965년      | 히로시마    | 16    | 7     | 2     | 1     | 1       | 2     | 1     | --       | --    | .667  | 190   | 51.1   | 30       | 1        | 12    | 1    | 0     | 34       | 0     | 0     | 9     | 8        | 1.41     | 0.82    |
| 1966년      | 히로시마    | 25    | 2     | 0     | 0     | 0       | 0     | 1     | --       | --    | .000  | 133   | 32.1   | 26       | 5        | 11    | 0    | 1     | 23       | 1     | 0     | 14    | 13       | 3.66     | 1.14    |
| 1967년      | 히로시마    | 22    | 10    | 2     | 0     | 0       | 2     | 3     | --       | --    | .400  | 301   | 78.1   | 50       | 5        | 17    | 1    | 4     | 57       | 2     | 0     | 26    | 23       | 2.65     | 0.86    |
| 1968년      | 히로시마    | 45    | 40    | 19    | 6     | 2       | 21    | 14    | --       | --    | .600  | 1169  | 302.1  | 198      | 22       | 83    | 6    | 6     | 260      | 2     | 0     | 78    | 65       | 1.94     | 0.93    |
| 1969년      | 히로시마    | 43    | 39    | 15    | 1     | 1       | 11    | 20    | --       | --    | .355  | 1216  | 304.1  | 226      | 24       | 84    | 4    | 9     | 223      | 2     | 2     | 101   | 91       | 2.69     | 1.02    |
| 1970년      | 히로시마    | 39    | 30    | 13    | 4     | 2       | 13    | 14    | --       | --    | .481  | 893   | 228.1  | 169      | 28       | 49    | 6    | 11    | 157      | 3     | 0     | 74    | 67       | 2.64     | 0.95    |
| 1971년      | 히로시마    | 37    | 21    | 2     | 0     | 0       | 9     | 12    | --       | --    | .429  | 665   | 155.1  | 145      | 20       | 47    | 5    | 10    | 113      | 1     | 0     | 80    | 67       | 3.89     | 1.24    |
| 1972년      | 히로시마    | 41    | 29    | 11    | 3     | 1       | 11    | 15    | --       | --    | .423  | 936   | 230.2  | 200      | 23       | 60    | 2    | 7     | 158      | 1     | 0     | 93    | 86       | 3.35     | 1.13    |
| 1973년      | 히로시마    | 44    | 31    | 10    | 3     | 0       | 12    | 19    | --       | --    | .387  | 998   | 249.0  | 199      | 23       | 74    | 4    | 5     | 160      | 0     | 1     | 81    | 73       | 2.64     | 1.10    |
| 1974년      | 히로시마    | 46    | 38    | 21    | 4     | 2       | 18    | 16    | 3        | --    | .529  | 1236  | 310.1  | 259      | 34       | 85    | 6    | 9     | 196      | 0     | 0     | 105   | 97       | 2.82     | 1.11    |
| 1975년      | 히로시마    | 41    | 40    | 17    | 3     | 2       | 20    | 13    | 0        | --    | .606  | 1174  | 287.0  | 240      | 29       | 89    | 7    | 9     | 193      | 3     | 0     | 105   | 94       | 2.95     | 1.15    |
| 1976년      | 히로시마    | 25    | 23    | 6     | 2     | 0       | 10    | 5     | 0        | --    | .667  | 607   | 144.1  | 136      | 19       | 52    | 1    | 2     | 86       | 3     | 0     | 71    | 63       | 3.94     | 1.30    |
| 1977년      | 히로시마    | 6     | 5     | 0     | 0     | 0       | 1     | 2     | 0        | --    | .333  | 99    | 21.1   | 26       | 2        | 10    | 0    | 1     | 4        | 1     | 0     | 14    | 13       | 5.57     | 1.69    |
| 1978년      | 히로시마    | 14    | 3     | 0     | 0     | 0       | 1     | 3     | 0        | --    | .250  | 110   | 23.1   | 22       | 4        | 18    | 1    | 2     | 14       | 1     | 0     | 17    | 15       | 5.87     | 1.71    |
| 1979년      | 히로시마    | 1     | 0     | 0     | 0     | 0       | 0     | 0     | 0        | --    | ----  | 3     | 1.0    | 0        | 0        | 0     | 0    | 0     | 0        | 0     | 0     | 0     | 0        | 0.00     | 0.00    |
| 통산 : 15년 | 통산 : 15년 | 445   | 318   | 118   | 27    | 11      | 131   | 138   | 3        | --    | .487  | 9730  | 2419.1 | 1926     | 239      | 691   | 44   | 76    | 1678     | 20    | 3     | 868   | 775      | 2.88     | 1.08    |

- 굵은 글씨는 시즌 최고 성적.

1. ↑  정철우 (2011년 3월 25일). “日대지진, 巨人 역사도 바꿨다…개막 연기 확정”. 이데일리. 2020년 4월 14일에 확인함.